# بوهووتسی
بوهووتسی (به بلغاری: Buhovtsi) یک منطقهٔ مسکونی در بلغارستان است که در شهرستان ترگوویشته واقع شده‌است. بوهووتسی ۲۴٫۲۴۶ کیلومتر مربع مساحت و ۶۵۲ نفر جمعیت دارد.